# Batxiller: periòdic estudiantil
Batxiller: periòdic estudiantil va ser una revista publicada pels estudiants de l'Institut de Segon Ensenyament de Reus de l'octubre de 1933 al desembre de 1934.

## Història
Batxiller va ser una revista d'estudiants que publicava articles relacionats amb les matèries impartides a l'Institut, amb articles dels alumnes, de professors i d'experts en temes concrets. També reflectia les aptituds literàries i la vida estudiantil. L'atenció preferent anava dirigida a la literatura, la poesia, l'art, els esports, la filosofia i les ciències naturals. Tots els números incloïen sempre poesies i articles sobre zoologia i astronomia. A l'Institut de Reus, com a portaveu dels estudiants, s'editava també Aules.
Els fundadors van ser dos estudiants, Francesc Ardèvol i Blanch i Joan Boronat i Serra. A l'article "Propòsit", al número 1 (12-X-1933) diuen: "La nostra aspiració és fer-vos més agradable els quefers estudiantils. És també desig nostre que hi figurin com a col·laboradors nostres homes intel·lectuals i firmes de prestigi...". Al número 22 (1-X-1934) "L'integren firmes de les més oposades tendències polítiques […] però totes elles d'un valor i relleu inestimable...".
A l'últim número de Batxiller (números 23/24, XI-XII de 1934) expliquen que "un dels inconvenients que dificultaven la vida del nostre periòdic és el títol mateix..." Uns mesos abans s'havien convertit "en el portanveu de tots els estudiants de les comarques tarragonines, i al incloure's als nostres companys estudiants de Magisteri aquesta dificultat s'ha engrandit de tal manera que […] canviem el nom de la revista". D'ara endavant es dirà Cossetània: revista científica, literària i artística.
Els directors de Batxiller van ser Francesc Ardèvol i a partir del número 12 Joan Boronat. Com a col·laboradors destaquen: Ricard Ferraté, Carles Giró, Josep Alsina, Ernest Sugranyes, Eulogi Bordas. Els professors de l'Institut hi publiquen freqüentment, com ara Antoni Porta Pallissé i Josep Caixés, i també persones del món de la cultura de l'art i de la ciència, com ara Josep Maria Guix Sugranyes, Alexandre Frías, Tomàs Bergadà, Pere Cavallé, i periodistes de diaris de les comarques tarragonines de totes les ideologies, com ara Lluís de Salvador, director del Diari de Tarragona. Professors i directors de l'Escola de Magisteri i de l'Escola del Treball de Valls hi són presents.

## Aspectes tècnics
De format foli, té vuit pàgines en la majoria de números publicats. Algun extraordinari amb 16 pàgines. La periodicitat és setmanal, però a partir del mes de febrer de 1934 passa a ser quinzenal. Surt durant el curs escolar, de setembre a maig. Durant el curs 1934-35 passa a ser mensual, té més pàgines i porta el sumari a la portada. A partir del gener de 1935 ja es titularà Cossetània, que dirigirà també Joan Boronat. Incorporava fotografies al text. La publicitat era de comerços i petites indústries de Reus, Tarragona i Valls. S'imprimia a la Impremta Ferrando i després a la Impremta Diana, les dues de Reus. Les lletres de la capçalera impresa varien d'estil al llarg del temps. En van sortir un total de 24 números. La tirada era de cent a cent cinquanta exemplars, i el número extraordinari de cap d'any de dos-cents cinquanta.

## Localització
- Col·lecció incompleta a la Biblioteca Central Xavier Amorós de Reus[2]
- Col·lecció completa a la Biblioteca del Centre de Lectura de Reus[3]